# Hans Wolf von Schönberg (Hausmarschall)
Hans Wolf von Schönberg (* 14. Januar 1648 in Limbach; † 13. Februar 1712 in Bornitz) war ein sachsen-weißenfelsischer Hausmarschall und Landkammerrat sowie Rittergutsbesitzer.

## Leben
Hans Wolf von Schönberg entstammte dem auf Limbach bei Chemnitz ansässigen sächsischen Adelsgeschlecht derer von Schönberg und war der Sohn von Caspar Dietrich von Schönberg (1599–1673). Maria Elisabeth geborene von Ende (1622–1690) war seine Mutter. Aus der ersten Ehe seines Vaters hatte er noch mehrere Halbgeschwister. Hans Friedrich von Schönberg (1655–1676) war sein jüngerer Bruder.
Wie viele seiner Familienangehörigen schlug auch er nach dem Privatunterricht eine Verwaltungslaufbahn im Dienst der Wettiner ein. Er ging allerdings nicht an den Hof nach Dresden, sondern zuerst nach Halle (Saale) und dann nach Weißenfels zum dort regierenden Herzog Adolf, dem er viele Jahre als Hausmarschall und Landkammerrat diente.
In Reinsberg besaß er Anteile am dortigen Rittergut.

## Familie
Hans Wolf von Schönberg heiratete am 31. August 1673 in Halle (Saale) Isabella Freiin von Neideck zu Wildegg. Aus beiden Ehen gingen insgesamt 15 Kinder hervor, von denen viele das Kleinkinderalter nicht überlebten.

## Wappen

Familienwappen des Hans Wolf von Schönberg

Hans Wolf von Schönberg führte folgendes Wappen:  In Gold ein von Rot und Grün geteilter Löwe. Auf dem Helm mit rot-goldenen Decken ein roter Löwenrumpf.